# Majorette (sport)

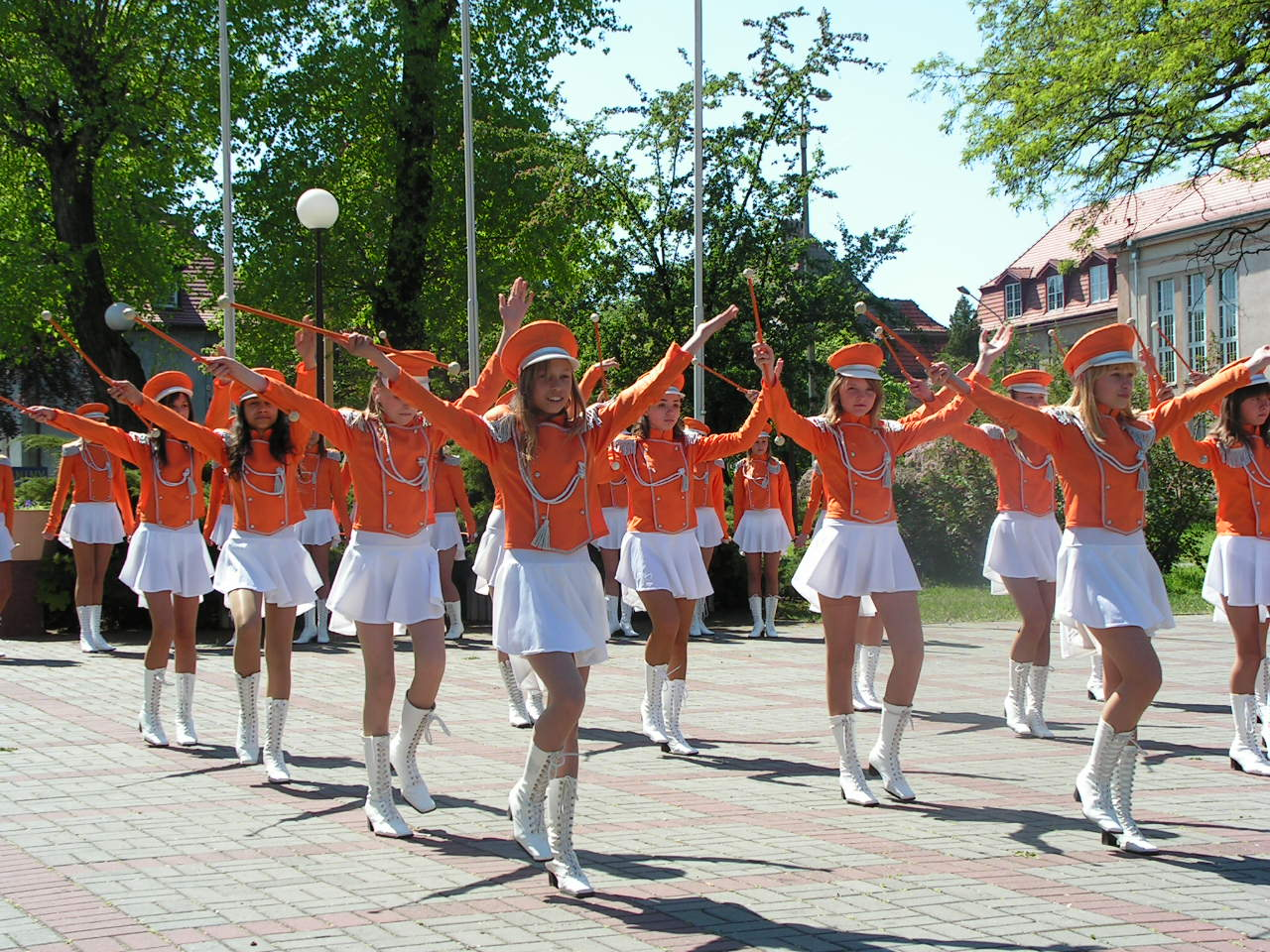
Majorette della banda di ottoni della "Fonderia di rame di Głogów", Polonia

Majorettes è una disciplina artistico-sportiva che combina marcia, danza, ginnastica e abilità tecniche con l’uso di attrezzi come il bastone (baton), pompon, bandiere e altri attrezzi. 
Le majorettes trovano le loro origini nelle bande militari del XIX secolo, soprattutto negli Stati Uniti e in Europa. Inizialmente, il loro ruolo era simile a quello degli "sbandieratori" nei cortei storici medievali italiani, ma con l'uso di un bastone da parata (il baton) invece delle bandiere.
Nei primi anni del XX secolo, queste figure iniziarono a comparire accanto alle marching band, assumendo un ruolo più spettacolare. Il loro compito era guidare la banda musicale, dando il ritmo con movimenti sincronizzati e lanciando in aria il bastone per intrattenere il pubblico.
Questo sport si è evoluto nel tempo in una pratica indipendente, con regolamenti e competizioni strutturate a livello nazionale e internazionale (https://www.federtwirling.it/majorettes.html).
In Italia i primi gruppi di majorettes sfilavano con bandierine e con tamburelli, fino all'avvento del bastone, verso la seconda metà degli anni '70.
Nella tradizione italiana, infatti, la Majorette fa parte di un gruppo che sfila assieme alla propria banda musicale o a più bande e coreografa attraverso gli strumenti e i passi di marcia il brano musicale.
Molto caratteristico e fondamentale è il ruolo della Capitana e/o Mazziera che in testa al corteo esegue movimenti e indicazioni che permettono al gruppo di seguire al tempo di marcia.
La marcia rimane il passo chiave di tutte le coreografie della disciplina.
Negli anni, il movimento si è evoluto in modo profondo, sia dal punto di vista tecnico che coreografico.
L'avvento dell'utilizzo di nuovi attrezzi, musiche moderne e confronti attraverso campionati nazionali e mondiali, ha permesso alla disciplina di svilupparsi e di ammodernarsi.
Le sfilate folcloristiche accompagnate dalla banda rimangono centrali nella tradizione italiana, ma la possibilità di sperimentare, diversificare le proprie competenze e le competizioni hanno elevato il livello dei gruppi Italiani.
L'attrezzo principalmente usato dalle majorettes è il bastone (lo stesso utilizzato nel Twirling) , un'asta metallica a sezione circolare di lunghezza variabile tra i 50 e i 75 cm, alle cui estremità vi sono due pomelli in gomma: uno piccolo ("tip") ed uno grande ("ball" o "star"). 
Sono stati integrati i pom pon, utilizzati dapprima come strumento statico, successivamente, prendendo spunto dai paesi dell'Est, assieme a movimenti ginnici e acrobatici che rendono più elevata la difficoltà tecnica.
Baton flag (asta di metallo con una bandiera) e le mazze (derivanti dal bastone da parata) hanno contribuito a creare coreografie dedicate e categorie di gara.

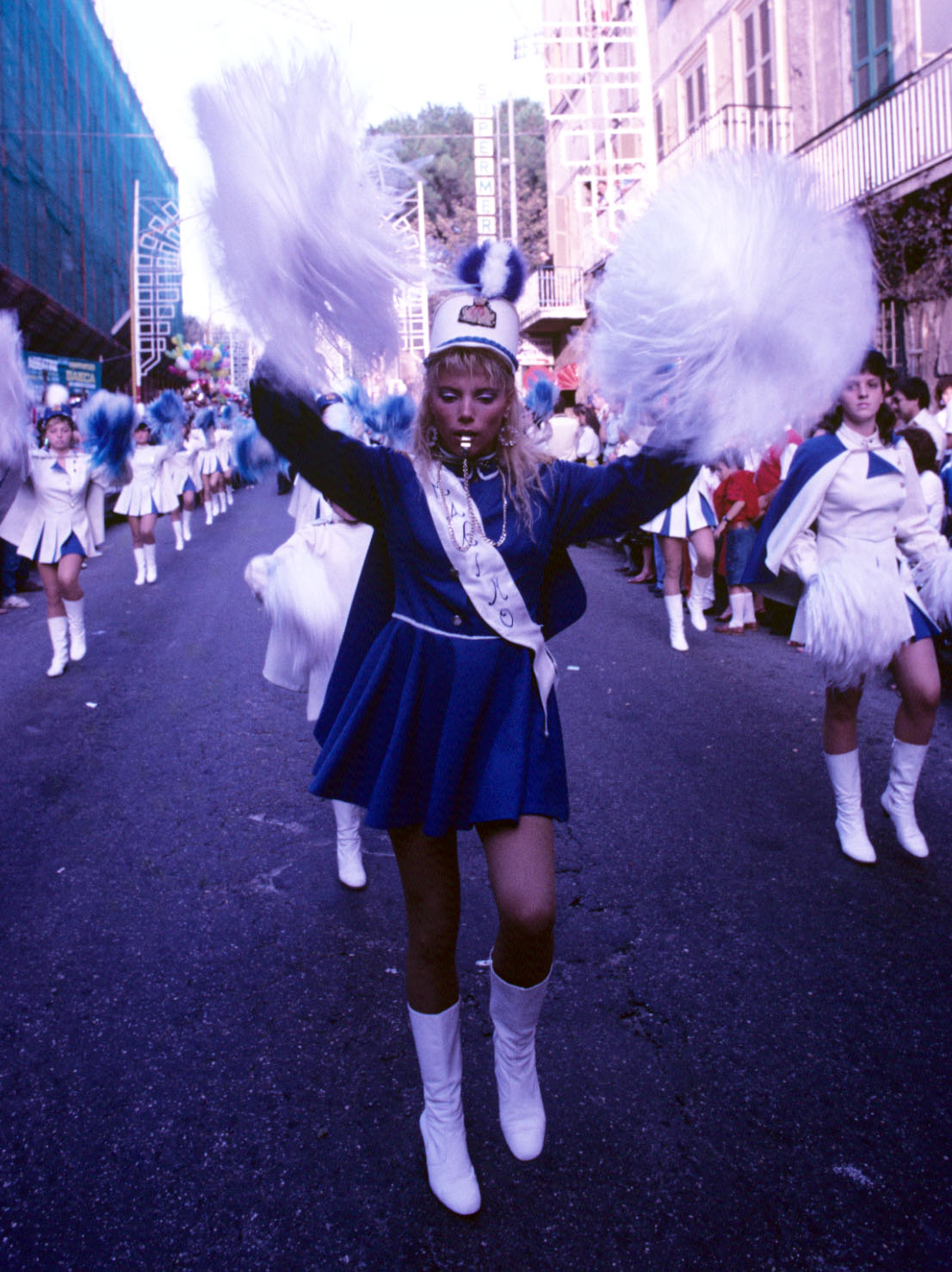
Majorettes della Banda musicale di Marino Laziale

La spinta dei gruppi a voler crescere seguendo l'esempio dei paesi vicini ha portato alla firma a Faleria della partnership tra A.N.B.I.M.A. e MWF nell'agosto 2015 e successivamente all'organizzazione del primo Campionato per Majorettes non agonistico nel Maggio 2016 a Montecatini.
Dal 2024 la disciplina è stata riconosciuta dal CONI e inserita all'interno della Federazione Italiana Twirling rendendo le atlete Majorette delle vere agoniste del mondo sportivo.
Il 16 Marzo 2025 a Cantalupa si è svolto il I Campionato Majorettes agonistico organizzato dalla FITw.